# Institut Rousseau
Das Institut Rousseau ist ein 2020 gegründeter französischer Think Tank. Die Organisation wird geleitet von Nicolas Dufrêne und Chloé Ridel und beschäftigt sich hauptsächlich mit der Erstellung von Studien in den Themenfeldern Klimatransformation, egalitärer Demokratie, digitaler Souveränität und gesellschaftlicher Teilhabe.
Das Institut arbeitet dabei hauptsächlich für den französischsprachigen Raum, behandelt aber auch Themenfelder für den gesamteuropäischen Kontext.

## Gründung
Das Institut Rousseau ist ein Think Tank, der am 4. März 2020 in Paris gegründet wurde und sich selbst als „Ideenschmiede, die versucht, republikanische Neugründung und politische Ökologie miteinander in Einklang zu bringen“ bezeichnet.
Dabei folgt die Organisation der Tradition des Philosophen Jean-Jacques Rousseau, der besonderen Wert auf die Souveränität des Staatsvolks und den unter Maßgabe der Vernunft frei ausgeführten Willen legte, um den Weg in die Moderne einzuleiten. Das Institut hat eine generalistische, fachübergreifende Ausrichtung in der Erstellungen seiner Studien und Arbeiten. Das französische Magazin L’Humanite ordnet den Think Tank im links-progressiven politischen Spektrum ein.

## Organisationsstruktur
Das Institut Rousseau wird von Nicolas Dufrêne geleitet und hat seit 2020 den Wirtschaftswissenschaftler Gaël Giraud als Ehrenvorsitzenden. Die stellvertretende Direktorin ist Chloé Ridel, eine auf europäische Fragen spezialisierte Beamtin. Studienleiter ist Benjamin Morel, Dozent für öffentliches Recht.
Der wissenschaftlicher Beirat besteht aus rund 20 Mitgliedern, darunter dem Demographen Hervé Le Bras, der Geographin Anaïs Voy-Gillis und der Richterin Magali Lafourcade. Fabien Escalona, Pavlina R. Tcherneva, Nathan Sperber und Christophe Ventura gehören ebenfalls dem wissenschaftlichen Beirat an.
Das Institut finanziert sich über Spenden und Mitgliedsbeiträge. Es hat die Rechtsform eines Vereins (französisch Association déclarée).

## Positionspapiere

### Klimatransformation
Mit dem Positionspapier 2 % für 2 Grad: Investitionsbedarf für die Klimaneutralität Frankreichs in 2050 (Französisch:2 % pour 2°C : Les investissements publics et privés nécessaires pour atteindre la neutralité carbone de la France en 2050) hat das Institut eine Kostengesamtrechnung für die Klimaneutralität Frankreichs vorgelegt. Aufbauend auf Sektoranalysen wurden ein Gesamtfinanzierungsbedarf und Handlungsfelder identifiziert und Vorschläge zur Finanzierung ausgearbeitet.
Eine englischsprachige Executive Summary für den französischen Report ist verfügbar. Kernaussagen des Reports sind unter anderem:
- Die Klimaziele für das 2°C Ziel des Pariser Klimaabkommens könnten für Frankreich mit jährlichen Zusatzausgaben in Höhe von 57 Milliarden Euro (2,3 % des französischen BIP im Covid-reduzierten Jahr 2021) geleistet werden.
- Gesamtkosten für die Klimanapassungen belaufen sich auf 182 Milliarden Euro jährlich, wovon 125 Milliarden alleine durch Umschichtung bestehender und geplanter Ausgaben in Klimatransformationsprojekte abgedeckt werden können.
- Das Institut identifiziert sieben Handlungsfelder (Transport, Gebäude, Industry, Energie, Agrarwirtschaft, Abfallmanagement, negative Emissionen und institutionelle Reformen), für die eine Prioritätenliste von 33 Sofortmaßnahmen vorgeschlagen wird.
- Anhand dieser Maßnahmen sollen die Emissionen Frankreichs (aller Treibhausgase in CO2eq) bis 2050 um 87 % fallen, während der Negativemissionssektor Frankreich damit emissionsnegativ werden ließe. Damit soll Frankreich wieder auf den Fit-for-55-Pfad gebracht werden.

### Weitere Arbeiten
Das Institut publiziert ebenso Arbeiten und im Bereich der Geldpolitik. Einer der Vorschläge des Instituts besteht darin, die von der Europäischen Zentralbank gehaltenen Staatsschulden zu streichen wenn im Gegenzug Investitionen zur Finanzierung des „ökologischen Umbaus der Volkswirtschaft“ getätigt werden. Nicolas Dufrêne, Direktor des Instituts, argumentiert, dass der Erlass der von der Zentralbank gehaltenen Schulden keinen volkswirtschaftlichen Schaden verursachen würde und „Investitionskapazitäten freisetzen würde, um die ökologische und soziale Widerstandsfähigkeit unserer Gesellschaften zu entwickeln“.
N. Dufrêne hat zusammen mit Alain Grandjean im Februar 2020 ein Buch zur Verteidigung dieses Vorschlags veröffentlicht (Titel: Une monnaie écologique, pour sauver la planète, Verlag: Odile Jacob). Er ist auch der Initiator einer Petition, die von fast 150 Wirtschaftswissenschaftlern und Politikern unterzeichnet wurde und im Februar 2021 in mehreren europäischen Medien veröffentlicht wurde. Dieser Vorschlag stieß ebenso auf Kritik, wie z. B. von der Präsidentin der Europäischen Zentralbank, Christine Lagarde, die einen Schuldenerlass durch die EZB für „undenkbar“ hielt.
Das Institut und die US-amerikanische Wirtschaftswissenschaftlerin Pavlina R. Tcherneva (eine Vertraute des Politikers Bernie Sanders) sind der Ansicht, dass in Frankreich eine Million „grüne“ Arbeitsplätze entstehen könnten. Sie sehen ein großes Schlüsselrollenpotential in der Schaffung von öffentlichen, gemeinnützigen und zeitlich befristeten freiwilligen Arbeitsplatzangeboten nach Vorbild einer Jobgarantie. In La Garantie d'emploi stellt Cherneva fest, dass „so ein Projekt die Allgemeinheit nichts kosten würde, da sie einer Umschichtung von bereits zu zahlenden Arbeitslosenhilfen nahekäme.“
Im Bereich der Steuerpolitik haben fünf Mitglieder des Rousseau-Instituts, darunter die Wirtschaftswissenschaftler Gaël Giraud und Nicolas Dufrêne, ebenfalls eine Vereinfachung der Berechnungsmethode der französischen Einkommensteuer vorgeschlagen. Diese sogenannte ABC-Steuer soll den bürokratischen Prozess vereinfachen, die Progressivität des Steuersystems sicherstellen und soziale Gerechtigkeit stärken.
Das Institut hebt in seinen Prinzipien zwei Schwerpunkte hervor:
- „Die Wiederbelebung einer gemeinsamen republikanischen Vernunft und des menschlichen Allgemeinwohls.“
- „Die Souveränität des Staatsvolkes muss gestärkt werden, sodass der Staat wieder zu Instrument einer gemeinsamen Zukunftsgestaltung werden kann.“

Ausgehend von der Erkenntnis, dass bisherige Dezentralisierungsversuche in Frankreich weitgehend gescheitert seien, möchte das Institut die bisherigen Regionen als Struktur abschaffen und den Gemeinden wieder mehr Autonomie und Gestaltungsspielraum verschaffen.

### Kommentare
Lenny Benbara (Leiter der Abteilung Veröffentlichungen des Rousseau-Instituts) kommentierte in der französischen Zeitschrift Marianne die Aufgabe des Think Tanks mit den Worten:

„„Der Republikanismus ist eine Antwort auf die andere große Bedrohung, die uns bedroht: das Gespenst der Spaltung, der Zersplitterung und der Isolierung des Einzelnen in einer Gesellschaft, in der alle Formen der Solidarität abgebaut werden. Der Republikanismus ist also weder ein Slogan noch eine ideologische Haltung, sondern eine Lösung, um zu verhindern, dass Frankreich in antagonistische Archipele zerfällt. Wenn in Zukunft das Recht des Stärkeren gelten würde, bestünde die Gefahr, dass die Gesellschaft aufgrund des Klimawandels gewalttätiger wird als je zuvor.““

## Notizen und Referenzen
1. ↑  Kévin Boucaud-Victoire: "L'institut Rousseau a conscience de trois urgences : écologique, démocratique et sociale". In: Marianne. 3. März 2020, abgerufen am 9. Oktober 2022 (französisch).
2. ↑  Le projet de l'institut. In: Institut Rousseau. Archiviert vom Original am 3. Dezember 2020; abgerufen im August 2021.  Info: Der Archivlink wurde automatisch eingesetzt und noch nicht geprüft. Bitte prüfe Original- und Archivlink gemäß Anleitung und entferne dann diesen Hinweis.
3. ↑  La galaxie des think tanks de gauche : des labos d’idées et autant d’armes pour la bataille. In: L'Humanité. 22. Oktober 2020, abgerufen am 25. November 2020 (französisch).
4. ↑  Une monnaie écologique : pour sauver la planète de Alain Grandjean : livre à découvrir sur France Culture. In: France Culture. Archiviert vom Original am 31. Oktober 2021; abgerufen am 31. Oktober 2021 (französisch).  Info: Der Archivlink wurde automatisch eingesetzt und noch nicht geprüft. Bitte prüfe Original- und Archivlink gemäß Anleitung und entferne dann diesen Hinweis.
5. ↑  Benjamin Morel. In: Institut Rousseau. Archiviert vom Original am 31. Oktober 2021; abgerufen am 31. Oktober 2021 (französisch).  Info: Der Archivlink wurde automatisch eingesetzt und noch nicht geprüft. Bitte prüfe Original- und Archivlink gemäß Anleitung und entferne dann diesen Hinweis.
6. ↑  Übersicht Mitwirkende. Institute Rousseau, abgerufen am 7. Oktober 2022 (französisch).
7. ↑  Institut Rousseau: 2% for 2°C - HOW TO ACHIEVE AND FINANCE FRANCE’S CARBON NEUTRALITY BY 2050. In: Institut Rousseau Website. Institut Rousseau, 1. August 2022, abgerufen am 9. Oktober 2022 (englisch).
8. ↑  enis Dupré und Thomas Lagoarde-Segot: A new European credit policy for the Agenda 2030. Rousseau Institut, 26. September 2022, abgerufen am 10. Oktober 2022 (englisch).
9. ↑  Aurore Lalucq, Catherine Samary: [TRIBUNE] Annuler les dettes publiques détenues par la BCE pour reprendre en main notre destin. In: CADTM. 31. Oktober 2021, abgerufen am 31. Oktober 2021 (französisch).
10. ↑  Annuler les dettes publiques détenues par la BCE pour reprendre en main notre destin. In: annulation-dette-publique-bce.com. Abgerufen am 31. Oktober 2021.
11. ↑  contribution externe: Annuler les dettes publiques détenues par la BCE pour reprendre en main notre destin. In: La Libre.be. Abgerufen am 31. Oktober 2021 (französisch).
12. ↑  Various authors: Cancel the public debt held by the ECB and 'take back control' of our destiny. In: euractiv.com. 8. Februar 2021, abgerufen am 31. Oktober 2021 (britisches Englisch).
13. ↑  Various authors: Cancel the public debt held by the ECB and ‘take back control’ of our destiny. In: Euractiv. 8. Februar 2021, abgerufen am 9. Oktober 2022 (englisch).
14. ↑  Paul Sugy: Avec l’Institut Rousseau, nous voulons remettre la souveraineté populaire au cœur de la démocratie. In: lefigaro.fr. 11. März 2020, abgerufen am 28. Juli 2021 (französisch).